# Поможани-Кольонія
Поможани-Кольонія (пол. Pomorzany-Kolonia) — село в Польщі, у гміні Вежбиця Радомського повіту Мазовецького воєводства.
У 1975-1998 роках село належало до Радомського воєводства.